# Loves Me Not
Loves Me Not è un singolo del duo musicale russo t.A.T.u., pubblicato il 22 settembre 2006 come unico estratto dalla raccolta The Best.

## Descrizione
Era stato programmato come quarto singolo dell'album Dangerous and Moving, ma a causa dell'abbandono del duo dalla Universal Records, la pubblicazione fu posticipata, e in seguito cancellata, in tutte le nazioni eccetto la Francia. Nonostante la cancellazione negli altri Paesi, il singolo è disponibile sull'iTunes Store.
Sebbene la canzone sia già presente nell'album Dangerous and Moving, è considerata un singolo promozionale del The Best. Una versione alternativa della canzone può essere trovata nell'album Ljudi invalidy. Un basso numero di singoli fu stampato e venduto in Francia usando la stessa foto presente sulla copertina del singolo di Gomenasai, mentre altre copie furono distribuite in Europa con una cover diversa.

## Video musicale
Nell'estate del 2006 era in programma la realizzazione di un video musicale di accompagnamento al singolo, ma con la rottura tra il duo e la casa discografica il progetto non si realizzò. Nonostante non esista un videoclip ufficiale, un video che vedeva il duo cantare il brano al "Glam As You" (a Parigi) fu trasmesso nel 2006 in alcune stazioni televisive a livello mondiale.

## Tracce
Promo CD single (Francia)
1. Loves Me Not (Radio Edit) – 2:57
2. Loves Me Not (Glam As You Radio Mix By Guéna LG) – 3:13
3. Loves Me Not (Glam As You Mix By Guéna LG) – 6:03
4. Loves Me Not (Sunset In Ibiza By Guéna LG) – 4:34

Promo CD single (Europa)
1. Loves Me Not (Radio Edit) – 2:55
2. Loves Me Not (Glam As You Radio Mix By Guéna LG) – 3:11

## Classifiche

### Classifiche settimanali
| Classifica (2006) | Posizione massima |
| ----------------- | ----------------- |
| Russia            | 28                |
| Slovacchia        | 40                |
| Ucraina           | 69                |

### Classifiche di fine anno
| Classifica (2006) | Posizione |
| ----------------- | --------- |
| Russia            | 189       |